# Gryllotalpa choui
Gryllotalpa choui is een rechtvleugelig insect uit de familie veenmollen (Gryllotalpidae). De wetenschappelijke naam van deze soort is voor het eerst geldig gepubliceerd in 2010 door Ma & Zhang.